# 장원초등학교
장원초등학교는 대한민국 강원특별자치도 삼척시에 있는 공립 초등학교다.

## 학교 연혁
- 1978.05.16 마교국민학교 설립 인가
- 1981.05.19 마교국민학교를 장원국민학교로 교명 변경
- 1981.06.01 임시 개교(도계국민학교에서 분리)
- 1981.10.20 장원국민학교로 개교(18학급) 및 준공식
- 1982.02.18 제1회 졸업식(131명)
- 1982.03.07 병설유치원 2학급 개원
- 1996.03.01 장원초등학교로 교명 변경
- 1999.09.01 대교분교장 본교로 편입
- 2005.02.28 병설유치원 폐원
- 2006.02.28 대교분교장 폐교
- 2014.03.01 7학급(특수1) 편제
- 2015.02.13 제34회 졸업식(졸업생 총 2,852명)
- 2015.03.01 제15대 박애자 교장 취임